# Museu de Ciências de Bradbury
O Bradbury Science Museum é a principal instalação pública do Laboratório Nacional Los Alamos, localizado na 1350 Central Avenue em Los Alamos, Novo México, nos Estados Unidos. Foi fundado em 1953 e recebeu o nome do segundo diretor do Laboratório (1945–1970), Norris E. Bradbury. Entre as primeiras exposições do museu, artefatos e documentos do Projeto Manhattan da Segunda Guerra Mundial foram exibidos após a desclassificação. Outras exposições incluem modelos em tamanho real das bombas atômicas Little Boy e Fat Man. A entrada é gratuita.